# Mistrovství světa v cyklokrosu do 23 let
Mistrovství světa v cyklokrosu mužů do 23 let se koná od r. 1996 v rámci Mistrovství světa v cyklokrosu.

## Muži
| Rok  | Místo       | Zlato                  | Stříbro                | Bronz                |
| 1996 | Francie     | Miquel Martinez        | Patrick Blum           | Zdeněk Mlynář        |
| 1997 | Německo     | Sven Nys               | Bart Wellens           | Christophe Morel     |
| 1998 | Dánsko      | Sven Nys               | Bart Wellens           | Petr Dlask           |
| 1999 | Slovensko   | Bart Wellens           | Tom Vannoppen          | Timothy Jonson       |
| 2000 | Nizozemsko  | Bart Wellens           | Tom Vannoppen          | Davy Commeyne        |
| 2001 | Česko       | Sven Vanthourenhout    | Tomáš Trunschka        | David Kášek          |
| 2002 | Belgie      | Thys Verhagen          | Davy Commeyne          | Tomáš Trunschka      |
| 2003 | Itálie      | Enrico Franzoi         | Wesley Van Der Linden  | Thys Verhagen        |
| 2004 | Francie     | Kevin Pauwels          | Dariusz Gil            | Martin Zlámalík      |
| 2005 | Německo     | Zdeněk Štybar          | Radomír Šimůnek ml.    | Simon Zahner         |
| 2006 | Nizozemsko  | Zdeněk Štybar          | Lars Boom              | Niels Albert         |
| 2007 | Belgie      | Lars Boom              | Niels Albert           | Romain Villa         |
| 2008 | Itálie      | Niels Albert           | Aurélien Duval         | Cristian Cominelli   |
| 2009 | Holandsko   | Philipp Walsleben      | Christoph Pfingsten    | Pawel Szczepaniak    |
| 2010 | Česko       | Arnaud Jouffroy        | Tom Meeusen            | Marek Konwa          |
| 2011 | Německo     | Lars van der Haar      | Mike Teunissen         | Karel Hník           |
| 2012 | Belgie      | Lars van der Haar      | Bosmans                | Van der Heijden      |
| 2013 | USA         | Mike Teunissen         | Bosmans                | Wout van Aert        |
| 2014 | Nizozemsko  | Wout van Aert          | Michael Vanthourenhout | Mathieu van der Poel |
| 2015 | Česko       | Michael Vanthourenhout | Laurens Sweeck         | Stan Godrie          |
| 2016 | Belgie      | Eli Iserbyt            | Adam Ťoupalík          | Quinten Hermans      |
| 2017 | Lucembursko | Joris Nieuwenhuis      | Felipe Orts            | Sieben Wouters       |
| 2018 | Nizozemsko  | Eli Iserbyt            | Joris Nieuwenhuis      | Yan Gras             |
| 2019 | Dánsko      | Tom Pidcock            | Eli Iserbyt            | Antoine Benoist      |
| 2020 | Švýcarsko   | Ryan Kamp              | Kevin Kuhn             | Mees Hendrikx        |
| 2021 | Belgie      | Pim Ronhaar            | Ryan Kamp              | Timo Kielich         |
| 2022 | USA         | Joran Wyseure          | Emiel Verstrynge       | Thibau Nys           |
| 2023 | Nizozemsko  | Thibau Nys             | Tibor Del Grosso       | Witse Meeussen       |
| 2024 | Česko       | Tibor Del Grosso       | Emiel Verstrynge       | Jente Michels        |
| 2025 | Francie     | Tibor Del Grosso       | Kay de Bruckere        | Jente Michels        |

## Medaile
| Poř.                | Stát                | Zlato | Stříbro | Bronz | celkem |
| 1.                  | Belgie              | 13    | 16      | 9     | 38     |
| 2.                  | Nizozemsko          | 10    | 5       | 6     | 21     |
| 3.                  | Česko               | 2     | 3       | 6     | 11     |
| 4.                  | Francie             | 2     | 1       | 4     | 7      |
| 5.                  | Německo             | 1     | 1       | 0     | 2      |
| 6.                  | Itálie              | 1     | 0       | 1     | 2      |
| 7.                  | GBR                 | 1     | 0       | 0     | 1      |
| 8.                  | Švýcarsko           | 0     | 2       | 1     | 3      |
| 9.                  | Polsko              | 0     | 1       | 2     | 3      |
| 10.                 | Španělsko           | 0     | 1       | 0     | 1      |
| 11.                 | USA                 | 0     | 0       | 1     | 1      |
| Celkem (po MS 2025) | Celkem (po MS 2025) | 30    | 30      | 30    | 90     |